# Gründeln

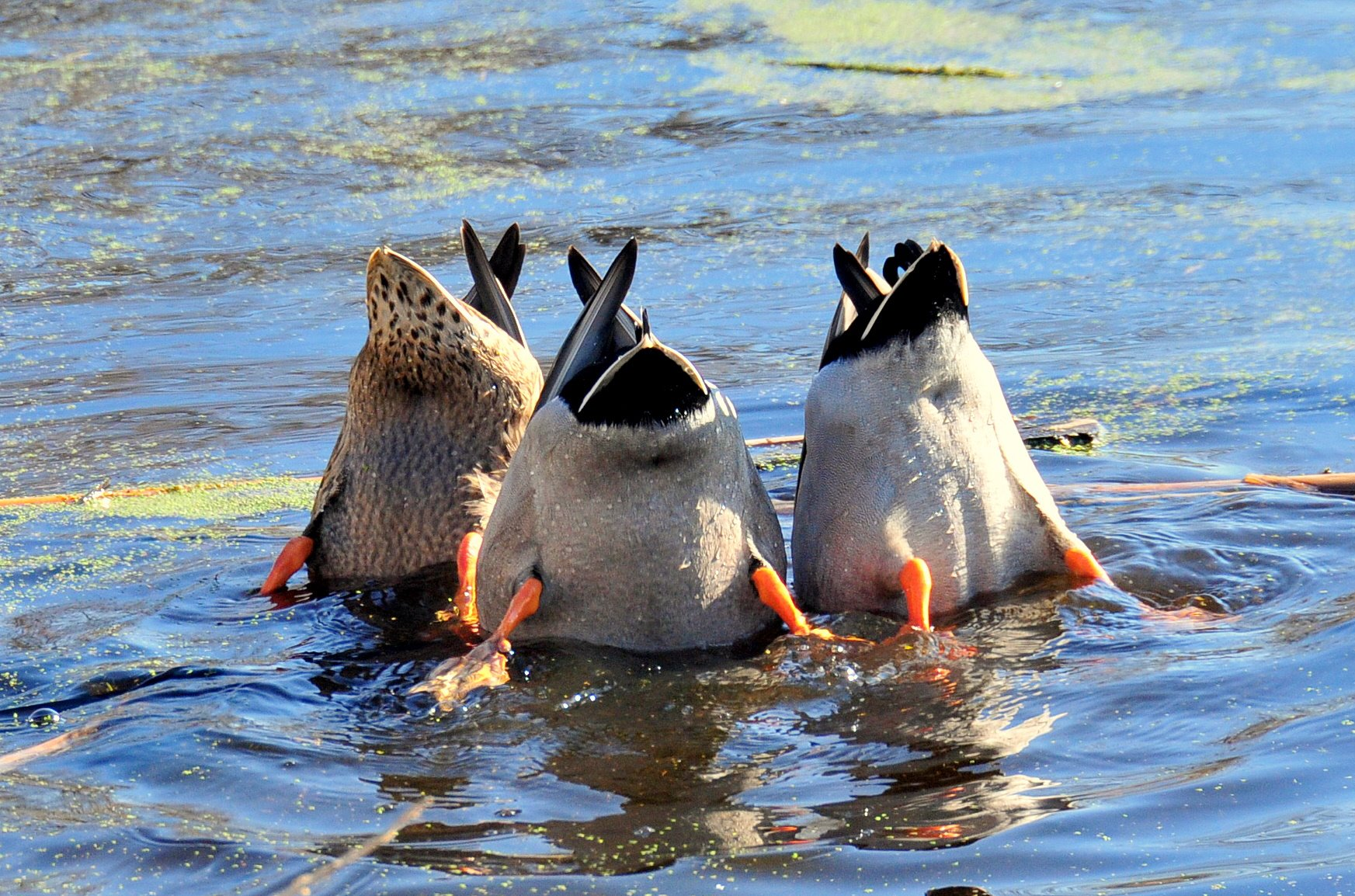
Gründelnde Stockenten

Gründeln (englisch: dabbling) bezeichnet hauptsächlich bei Wasservögeln, z. B. Enten und Schwänen, das Untertauchen mit Kopf und Hals in i. d. R. flachen Gewässern, um am Boden nach Nahrung zu suchen. Der Körper  schwimmt dabei noch auf dem Wasser. Mit dem Schnabel suchen sie den Gewässergrund nach Nahrung ab oder sieben aus dem Schlamm die Nahrung heraus. Bei Schwänen ist der besonders lange Hals vorteilhaft. Damit können sie auch noch in tieferen Gewässern gründeln.
Bei einigen Fischarten, die mit dem Maul den Boden nach Nahrung durchsuchen, spricht man ebenfalls vom Gründeln. Im Gegensatz zu den Vögeln bleiben die Fische dabei jedoch naheliegenderweise völlig untergetaucht.

## Trivia
Das Verhalten – beispielsweise der Stockenten (siehe Abbildung rechts oben) – wird im Kinderlied Alle meine Entchen beschrieben: „Köpfchen in das Wasser, Schwänzchen in die Höh'.“